# Aduardergasthuis
Het Aduardergasthuis is een voormalig gasthuis in de stad Groningen. Het ligt aan de Munnekeholm.
Het gasthuis staat op de plek van het vroegere Blaauwe Huis, dat onderdeel vormde van het refugium waar monniken van het Klooster van Aduard hun toevlucht hadden gezocht tijdens de Tachtigjarige Oorlog. Mogelijk werd dit huis in 1588 aangekocht. Het refugium strekte zich uit van de stadsmuur bij het Zuiderdiep tot aan de Schuitemakersstraat. Bij de Reductie van Groningen in 1594 kregen de protestanten de macht en dreigde het pand door de Staten van Groningen te worden geconfisqueerd. De monniken mochten er echter eerst blijven wonen. In 1599 kreeg de laatste kloosterabt Willem Emmen (Wilhelmus Emmius) zelfs de kans het pand te kopen. Op 1 juni 1604 maakte hij zijn testament, waarin hij schreef het bij zijn dood (rond 1613) na te laten als gasthuis voor acht oude, schamele personen van het vrouwelijk geslacht, waarvan drie er al woonden.
Aanvankelijk hoefden de bewoners niets te betalen voor hun verblijf, maar dienden ze hun eventuele nalatenschap wel af te staan aan het gasthuis. Later werd dit veranderd: Nieuwe bewoners dienden zich nu middels een eenmalige betaling in te kopen. De voorkamers waren daarbij iets duurder dan de achterkamers en de nieuwe bewoner diende ook wat geld te geven aan de overige bewoners en hen tevens een 'bruiloft' te geven. In ruil daarvoor kreeg de bewoner zijn of haar verdere leven gratis inwoning, gratis turf en brood, alsook elke maand een som geld, vaak vermeerderd met extra's zoals 'paaschgeld' in april en 'erwten-, boonen- en spekgeld' in november. Bij het gasthuis behoorde tot in de 18e eeuw ook een brouwerij.
In de 18e eeuw raakte het pand steeds bouwvalliger, waarop het in 1775 geheel opnieuw werd opgebouwd met klassieke en rococoelementen naar een ontwerp van timmermansbaas G. Bondsema. In 1927 schreef het Nieuwsblad van het Noorden dat er 9 vrouwen van boven de 50 woonden. Daarop veranderde het pand van functie: Ongeveer 50 jaar later bestond de helft van de 9 bewoners uit studenten. Begin jaren 1980 verdween de laatste oude bewoner uit het pand, waarop de Groningse Stichting Studenten Huisvesting (SSH; sinds 1994 onderdeel van woningbouwvereniging Lefier) in juni 1986 het pand kocht om het te gebruiken voor studentenhuisvesting.

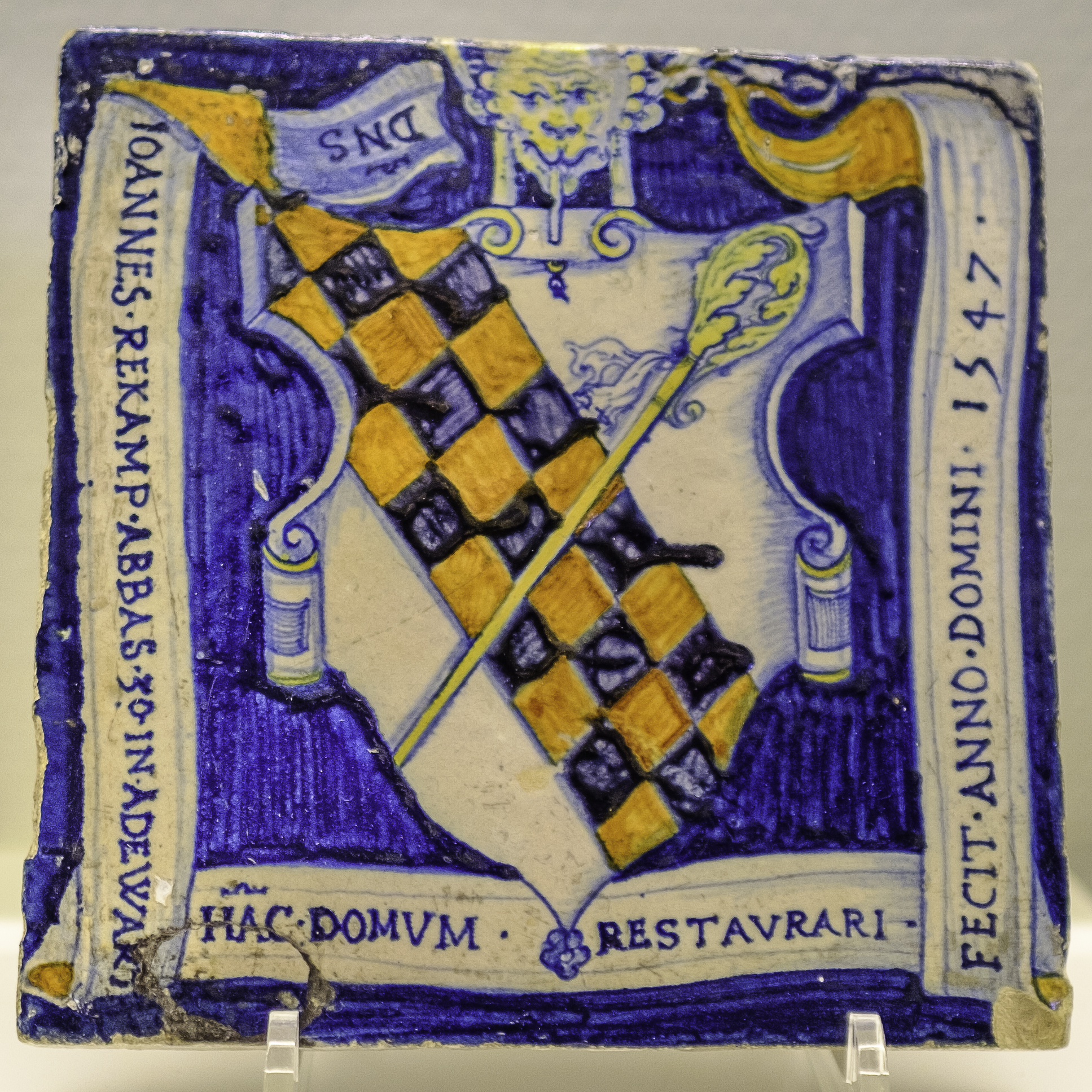
Naar wordt geschreven het wapen van de abdij van Clairvaux (blijkbaar niet het huidige wapen) op een majolicategel die zich vroeger in het Aduardergasthuis bevond. Herinnert aan een restauratie van het refugium in opdracht van abt Johannes van Reekamp in 1547. Speciaal gemaakt in Antwerpen in opdracht van de abt. Nu in het Groninger Museum.
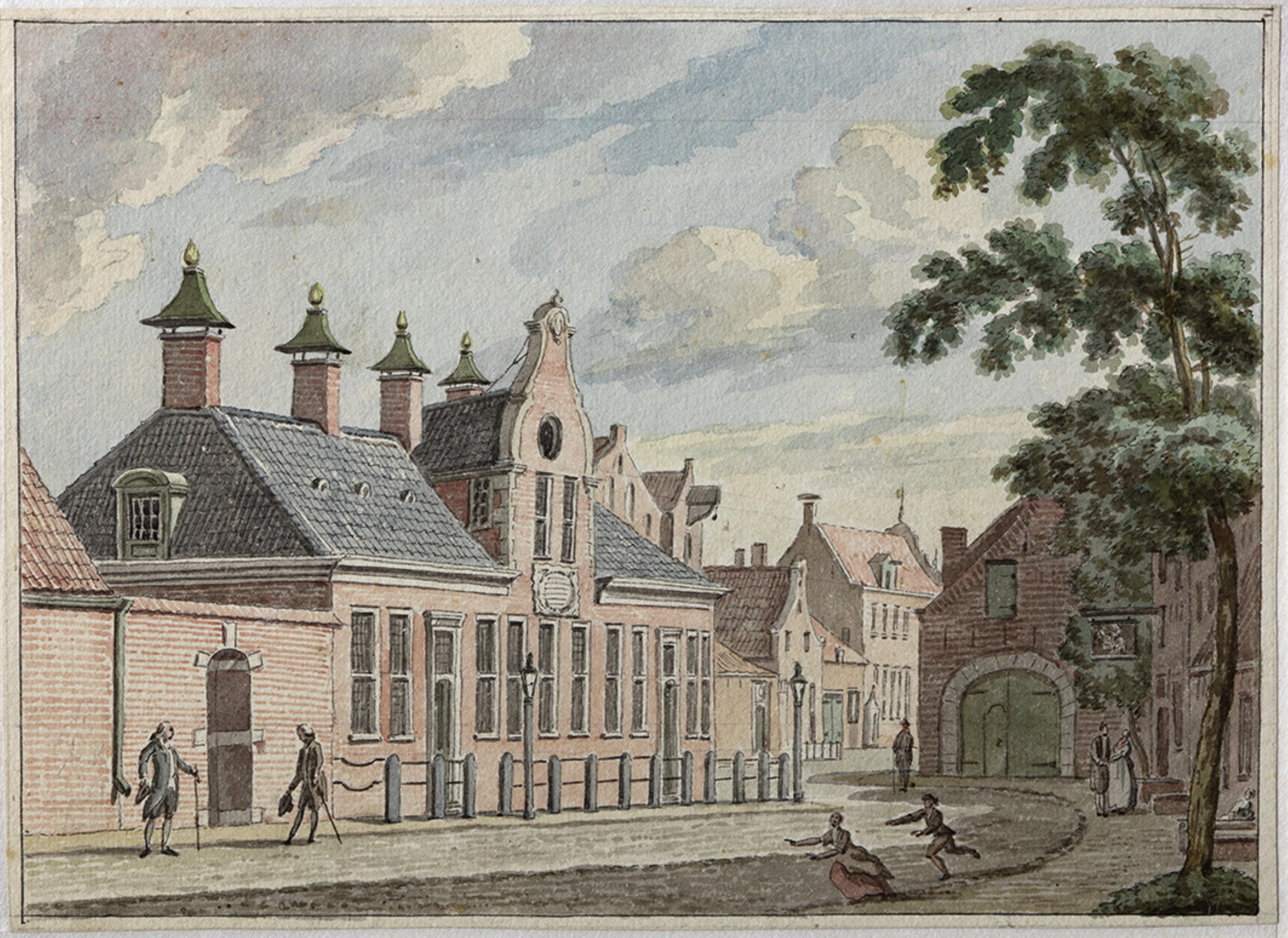
De Munnekeholm met op de voorgrond het Aduardergasthuis en op de achtergrond het West-Indisch Huis (Jan Bulthuis, 1786)
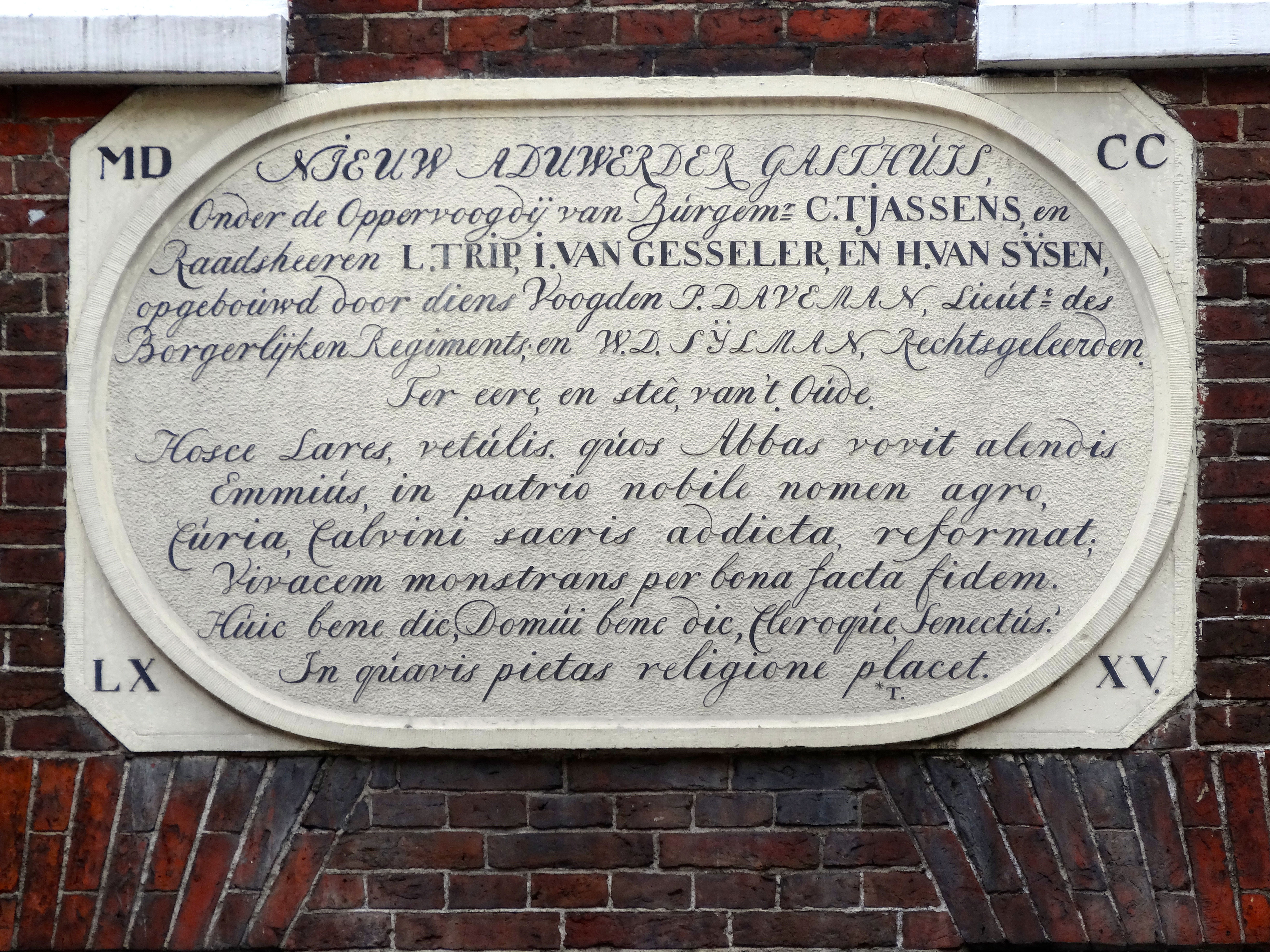
Opschrift boven het gasthuis (1775) met lofprijzing van abt Emmen (Emmius)